# Pfalz D.III
El Pfalz D.III fue un avión de caza utilizado por la Luftstreitkräfte durante la Primera Guerra Mundial. Fue el primer diseño propio de Pfalz Flugzeugwerke. Aunque generalmente se considera inferior a los modelos de las firmas Albatros Flugzeugwerke  y Fokker, el D.III fue ampliamente utilizado principalmente por las Jagdstaffel bávaras desde el otoño de 1917 hasta el verano de 1918, cuando continuó sirviendo como avión de entrenamiento hasta el final de la guerra.

## Diseño
Antes de la Primera Guerra Mundial, Pfalz Flugzeugwerke GmbH producía bajo licencia los monoplanos de la compañía francesa Morane-Saulnier tipos H y Morane-Saulnier L. Estos aviones entraron en servicio como Pfalz A.I, A.II y E.III. Después de un intento fallido de desarrollar su propio biplano (D.4) En septiembre de 1916, Pfalz comenzó a producir 20 cazas LFG Roland D.I y 200 LFG Roland D.II bajo licencia. Cuando finalizó la producción su capacidad volvió a quedar libre para el desarrollo interno.
En noviembre de 1916, esta firma contrató a Rudolph Gehringer como su nuevo jefe de diseño. Al igual que otros fabricantes, Pfalz había recibido un caza Nieuport 11 capturado, y Gehringer y sus ingenieros Paulus y Goldmacher intentaron adaptar el diseño para un nuevo avión tanto como fuera posible sin adoptar las debilidades del avión Nieuport. El avión se construyó según el método de construcción de fuselaje envolvente denominado  Wickelrumpf,  típico de los aviones Roland que, sin embargo, también demostró requerir más horas de trabajo y por consiguiente ser su precio más elevado. Se colocaban dos delgadas capas de tiras de madera contrachapada en un molde de cemento para formar una mitad del fuselaje. Las mitades del fuselaje eran pegadas a continuación y el conjunto era cubierto con una capa de lona y barnizado. Este método dio al fuselaje gran fuerza, peso ligero, y contornos suaves en comparación con las técnicas de construcción convencionales.
A partir de estas experiencias se creó el D.III, el primer diseño propio verdaderamente exitoso de Pfalz-Flugzeugwerke. El avión, diseñado en abril de 1917, fue probado en junio con un motor Mercedes D.III de 160 hp. En abril, Pfalz recibió un nuevo pedido de cien Roland D.III más; su producción se detuvo tras la entrega de treinta unidades y se reemplazó por un pedido de setenta Pfalz D.III, que fue aumentado por otro pedido de la Idflieg Inspektion der Fliegertruppen, (castellano: Inspección de Tropas Aéreas) para otros 300 a 370 después de la realizar la evaluación de tipo oficial en Berlín-Adlershof. Sin embargo, la Idflieg requirió diversas modificaciones, como la extensión del timón y los alerones equilibrados.
Las alas de envergadura desigual, eran de construcción convencional, con radiador fabricado por la firma Teves und Braun GmbH Kühlerfabrik desplazado hacia el lado derecho de la aleta superior. Los alerones eran de madera, en lugar de la construcción de tubos de acero más convencional. El estabilizador horizontal tenía una sección de perfil aerodinámico invertida.

## Pfalz D.III
El Pfalz D.III era un modelo convencional. El fuselaje era de construcción monocasco y estaba envuelto en madera contrachapada de forma aerodinámica. Lo que llamó la atención fue la gran estabilidad debajo del ala gracias a un doble larguero, lo que también influyó significativamente en el buen rendimiento del avión en los picados. En cotas altas, el Pfalz D.III incluso pudo superar en algunas áreas el rendimiento del Albatros, un poco más inestable.
Como era habitual en la época, el chasis era rígido. El motor D.III con una potencia de 150/160 hp suministrado por la compañía Mercedes alcanzó un rendimiento aceptable y estaba conectado a un refrigerador de superficie Teves und Braun. El armamento estándar consistía en dos ametralladoras fijas MG 08/15 cal. 7,92 mm que disparaban hacia adelante; estas, estaban integradas en el fuselaje, lo que dificultaba su funcionamiento y mantenimiento, especialmente la eliminación del encasquillamiento del arma durante el vuelo; aquí, también se instaló - con poca fortuna - el mecanismo de sincronización desarrollado por el ingeniero suizo Franz Schneider, que anteriormente trabajó para la firma Société Anonyme des Etablissements Nieuport y que, en aquel entonces trabajaba para la empresa alemana Luftverkehrs Gesellschaft (LVG) . Una vez completada la entrega de 260 D.III a finales de mayo de 1918, la producción pasó al D.IIIa.

## Pfalz D.IIIa
El D.IIIa se distinguía por las puntas de las alas redondeadas y las superficies de la cola más grandes, también redondeadas. Las ametralladoras se habían trasladado a la cubierta superior del fuselaje para que fueran más accesibles para el piloto y los armeros. El mejorado motor de seis cilindros en línea, Mercedes D IIIa de 170 hp logró mayores prestaciones.

## Historia operacional
El Pfalz D.III, pintado de fábrica en gris plateado, apareció en el frente a partir de agosto de 1917; primero con el Jasta 10 , luego con el Jasta 4 y con los Jagdstaffel 16, 23, 32, 34 y 35, que desde julio se convirtieron en unidades bávaras. Resultó superior al Albatros D.III , pero no igualó la velocidad del más rápido Albatros D.V ni la capacidad de ascenso de los triplanos Fokker Dr.I, más maniobrables. Además, amenazaba con "mancharse" al girar a baja altura, lo que hacía peligrosas las peleas aéreas en estas cotas. En particular, los cazas más nuevos de los aliados, como el Royal Aircraft Factory S.E.5a , el Sopwith Camel y el SPAD S.XII , eran superiores a él. Aun así, gozó de popularidad entre los pilotos porque se consideraba confiable y, en particular, más robusto que el Albatros D.V, que era propenso a rotura de las alas durante los picados, o el Fokker Dr.I, que también era propenso a lo mismo. El Pfalz D.III era muy a prueba de balas y, por tanto, especialmente adecuado para ataques en picado contra globos cautivos enemigos, aunque su diseño permitía prenderle fuego más rápidamente que otros aviones. Pilotos de combate de éxito como Julius Buckler y Heinrich Gontermann lo utilizaron para derribar numerosos globos cautivos. Los aliados tuvieron la oportunidad de examinar un avión que realizó un aterrizaje de emergencia en el lado británico el 26 de febrero de 1918 y confirmaron su gran estabilidad, su excelente visibilidad desde la cabina, su agilidad y su maniobrabilidad. 
Este avión, que en ese momento se fabricaba en Speyer, Baviera, equipaba principalmente a escuadrones de caza bávaros. A finales de octubre de 1917, 145 aviones estaban en servicio en el frente, el 31 de diciembre de 1917, 276 D.III y 114 D.IIIa. Las recién fundadas Jastas 76-80 y el Marine Jagdgeschwader también recibieron los Pfalz D.III/D.IIIa. Sin embargo, hubo quejas sobre temblores en las alas, y cuando los mecánicos del Jasta 24 descubrieron daños en el alerón de un avión, Pfalz tuvo que reemplazar y reforzar todos los alerones. Después de un uso prolongado, se hicieron evidentes otras debilidades; el fuselaje de madera contrachapada se volvió susceptible a torcerse o deformarse, ya sea porque en la construcción no se utilizó madera suficientemente curada o porque la humedad relacionada con el clima afectó a los aviones, ya que normalmente estaban estacionados en simples aeródromos sin protección contra la intemperie expuestos el sol, la lluvia y el viento.
Mientras que el D.III disminuyó gradualmente, el número de D.IIIa aumentó a 433 en abril de 1918; 46 Jagdstaffel tenían cazas Pfalz en sus filas. Incluso después de la incorporación del Fokker D.VII , todavía había 430 aparatos en uso en junio de 1918 y 166 en agosto de 1918; El último avión no fue retirado de las operaciones de primera línea hasta octubre de 1918 y entregado para entrenamiento de pilotos.
En total se fabricaron unos 260 Pfalz D.III y 750 D.IIIa. La última serie, fabricada entre mediados de abril y el 15 de mayo de 1918, estaba equipada con un segundo radiador y entregada a los Escuadrones de Aviación del Imperio Otomano.

## Usuarios
- Imperio Alemán
- Luftstreitkräfte
- Marine Jagdgeschwader

- Imperio otomano
- Escuadrones de Aviación del Imperio Otomano

## Especificaciones técnicas

### Características generales
- Tripulación: 1
- Longitud: 6,95 m
- Envergadura: 9,40
- Altura: 2,67 m
- Superficie alar: 22,10 m²
- Peso vacío: 695 kg
- Peso cargado: 932 kg
- Planta motriz: 1× en línea, seis cilindros refrigerado por líquido, sistema SOHC Mercedes D.IIIa.
  - Potencia: 127 kW (170 HP; 172 CV)

### Rendimiento
- Velocidad nunca excedida (Vne): 165 km/H a 3000 m
- Velocidad máxima operativa (Vno): 147 km/h a 4600 m
- Alcance: 400 km
- Techo de vuelo: 5500 m
- Régimen de ascenso: 3,67 m/seg

### Armamento
- Ametralladoras: 2× MG 08/15